# 星が丘山手
星が丘山手（ほしがおかやまて）は、愛知県名古屋市千種区の地名。丁番を持たない単独町名である。住居表示未実施。

## 地理
名古屋市千種区東部に位置する。東は桜が丘、西は新池町、南は田代町字瓶杁・井上町・星が丘元町、北は田代町字鹿子殿に接する。

## 歴史

### 沿革
- 2005年（平成17年）9月5日 - 千種区田代町字瓶杁の一部により、同区星が丘山手として成立[WEB 1]。

## 世帯数と人口
2019年（平成31年）1月1日現在の世帯数と人口は以下の通りである。
| 町丁       | 世帯数  | 人口    |
| ---------- | ------- | ------- |
| 星が丘山手 | 684世帯 | 1,501人 |

### 人口の変遷
国勢調査による人口の推移
| 2005年（平成17年） | 982人   | [ WEB 8 ]  |  |
| 2010年（平成22年） | 1,534人 | [ WEB 9 ]  |  |
| 2015年（平成27年） | 1,524人 | [ WEB 10 ] |  |

## 学区
市立小・中学校に通う場合、学校等は以下の通りとなる。また、公立高等学校に通う場合の学区は以下の通りとなる。
| 番・番地等 | 小学校                 | 中学校               | 高等学校 |
| ---------- | ---------------------- | -------------------- | -------- |
| 全域       | 名古屋市立星ヶ丘小学校 | 名古屋市立東星中学校 | 尾張学区 |

## 施設
- 千種区役所
- 大乗寺

1947年（昭和22年）11月創立。敷地は約4万3000平方メートル。十一面観音菩薩や三十三箇所観音が祀られる。
- グランドメゾン星が丘山手
- 名古屋市立東星中学校
- 愛知県立愛知総合工科高等学校[注釈 1]
- 名古屋市千種スポーツセンター
- 市営西星ケ丘荘
- 瓶杁公園

1990年（平成2年）4月1日供用開始。
- 瓶杁西公園

1998年（平成10年）10月30日供用開始。

## 交通
- 愛知県道60号名古屋長久手線（東山通）

## その他

### 日本郵便
- 郵便番号 : 464-0808[WEB 4]（集配局：千種郵便局[WEB 14]）。